# Paul Götz
Paul Götz fue un astrónomo alemán.
Realizó su tesis doctoral en 1910 en Landessternwarte Heidelberg-Königstuhl (observatorio de Königstuhl situado cerca de Heidelberg) de la Universidad de Heidelberg
En esa época, el observatorio de Heidelberg era un importante centro de búsqueda de asteroides dirigido por Max Wolf y otros antiguos compañeros y futuros doctorados ((Raymond Smith Dugan, Joseph Helffrich, Franz Kaiser, Karl Wilhelm Reinmuth, Emil Ernst y Alfred Bohrmann), que descubrieron un gran número de asteroides. Por lo tanto, los asteroides descubiertos por "P. Gottz" en Heidelberg en esta época sean de Paul Götz que obtuvo su Ph.D en 1907
El asteroide (2278) Götz fue nombrado en su honor
No está claro si es la misma persona que "F.W. Paul Götz" de Suiza, quien escribió un importante artículo en 1931 sobre el efecto Umkehr midiendo de la capa de ozono en la atmósfera de la Tierra. A partir de 1926, utilizó espectrómetros Dobson en Arosa (Suiza) para identificar la capa de ozono y medir su espesor.